# Melobesia accola
Melobesia accola (Foslie) Lemoine  é o nome botânico  de uma espécie de algas vermelhas  pluricelulares do gênero Melobesia, subfamília Melobesioideae.
- São algas marinhas encontradas no México, Ilhas Revillagigedo e Chile.

## Sinonímia
- Lithophyllum accola  Foslie, 1906
- Litholepis accola  (Foslie) Foslie, 1907
- Lithoporella accola  (Foslie) Adey, 1970